# TMEM130
TMEM130‏ (Transmembrane protein 130) هوَ بروتين يُشَفر بواسطة جين TMEM130 في الإنسان.